# مستضدات السرطان/الخصية
مستضدات السرطان/الخصية مجموعة من البروتينات تجمعها معًا أهميتها في تطور سرطان الخصية وفي المعالجة المناعية للسرطان. يقتصر التعبير عمومًا عن هذه البروتينات على الخلايا الجنسية الذكرية في الحيوان البالغ. في الحالات السرطانية، يُعبّر مجددًا عن هذه المستضدات النمائية ويمكن أن تكون بمثابة موضع لتنشيط المناعة. لذا غالبًا ما تُصنف على أنها مستضدات ورمية. التعبير عن مستضدات السرطان/الخصية في الخباثات المختلفة غير متجانس وغالبًا ما يرتبط بتطور الورم. وُصفت مستضدات السرطان/الخصية في سرطان الجلد وسرطان الكبد وسرطان الرئة وسرطان المثانة وأورام الأطفال مثل الورم الأرومي العصبي. يقدم تكوين الجاميتات دورًا مهمًا للكثير من هذه المستضدات في التمايز والهجرة والانقسام الخلوي للخلايا الجنسية البدائية وبزرات الخلايا المنوية والطلائع المنوية. نظرًا لتعبيرها المقيد بالورم واستمناعها في الجسم الحي، تشكل مستضدات السرطان/الخصية أهدافًا مثالية لمقاربات العلاج المناعي الخاصة بالورم ودفعت إلى تطوير الكثير من التجارب السريرية للعلاج باللقاح القائم على مستضدات السرطان/الخصية. تتضمن مستضدات السرطان/الخصية 70 عائلة على الأقل حتى الآن، بما في ذلك نحو 140 عضوًا، يُعبر عن معظمها في أثناء تكون الحيوانات المنوية. يُنظم تعبيرها بشكل أساسي من خلال الأحداث ما فوق الجينية، وتحديدًا مثيلة الحمض النووي الريبي.
يحافظ معهد لودويغ لأبحاث السرطان على «قاعدة بيانات السرطان/الخصية». إن قاعدة البيانات هذه قائمة موثوقة لمستضدات السرطان/الخصية المعروفة. تشكل أيضًا مستودعًا يمكن إدخال المرشحين الجدد فيه.
تشمل مستضدات السرطان/الخصية المهمة في علاج السرطان MAGE-A1 وMAGE-A3 وMAGE-A4 وNY-ESO-1 وPRAME وCT83 وSSX2.

## التاريخ
مع تطور المستضدات المرتبطة بالورم، أُبلغ عن أول استنساخ لمستضد ورم بشري، مستضد سرطان الجلد (MAGE-1)، في التسعينيات، والذي أثار استجابة ذاتية للخلايا اللمفاوية التائية القاتلة لدى مريض مصاب بسرطان الجلد. وجدت دراسات أخرى أن مستضد سرطان الجلد هذا (سُمي لاحقًا MAGE-A1) قد عُبر عنه في سرطانات مختلفة من أصل نسيجي مختلف ولكن ليس في الأنسجة الطبيعية باستثناء الخصية والمشيمة. لاحقًا، وباستخدام تقنية استنساخ الخلايا التائية الحاتمة، حُددت مستضدات الورم الأخرى التي لها نفس الخصائص، بما في ذلك MAGE-A2 وMAGE-A3 وBAGE وGAGE-1. بفضل المقاربة الجديدة، المتمثلة بالتحليل المصلي لمكتبات تعبير الدنا المتمم، اكتُشفت مستضدات مماثلة جديدة، بما في ذلك SSX-2 وNY-ESO-1 وغيرها. إضافة إلى الطرق المناعية هذه، حددت بعض تقنيات التعبير الجيني، من بينها مقارنة تجمعات الرنا المرسال والعرض التفاضلي وتحليل مصفوفة قليل نوكليوتيد الدنا المتمم والتحليل المعلوماتي الحيوي، الكثير من جينات الورم ذات ملف تعبير يقتصر على السرطان/الخصية. مع نمو هذه العائلة، سُمي هذا النوع من مستضدات الورم، التي تُعبر جيناتها بشكل محدود في الأورام الخبيثة من مختلف الأنماط النسيجية ولكن ليس في الأنسجة الطبيعية باستثناء الخصية والمشيمة، بمستضد السرطان/الخصية وذلك من قبل أولد (1997) وتشين (1998). لغاية الآن، حُدد ما لا يقل عن 70 عائلة من مستضدات السرطان/الخصية بأكثر من 140 عضوًا وأُدرجت في قاعدة بيانات أنشأها معهد لودويغ لأبحاث السرطان.

## الفئة
يمكن تقسيم مستضدات السرطان/الخصية حسب ما إذا كانت مشفرة على الصبغي إكس (جينات مستضدات السرطان/الخصية إكس) أم لا (جينات مستضدات السرطان/الخصية غير إكس). تشير التقديرات إلى أن 10% من الجينات الموجودة على الصبغي إكس تنتمي إلى عائلات مستضدات السرطان/الخصية إكس. تمثل جينات مستضدات السرطان/الخصية إكس أكثر من نصف مستضدات السرطان/الخصية وغالبًا ما تشكل عائلات متعددة الجينات منظمة في مجموعات محددة جيدًا على طول الصبغي إكس، بينما تُوزع جينات مستضدات السرطان/الخصية غير إكس في جميع أنحاء الشريط الوراثي وتكون في الغالب جينات أحادية النسخة.